# Rada Jesza
Rada Jesza (hebr. מועצת יש"ע, Mo’ecet Jesza, skrót. מועצת היישובים היהודים ביהודה ,שומרון וחבל עזה, Mo’ecet ha-Jiszuwim ha-Jehudim ba-Jehuda, Szomeron we-Chewel Aza, dosł. Rada Osiedli Żydowskich Judei, Samarii i Obszaru Gazy, ang. Yesha Council) – organizacja zrzeszająca władze lokalne osiedli żydowskich z terenów Judei i Samarii (Zachodniego Brzegu), a do 2005 roku także ze Strefy Gazy. Powstała 24 grudnia 1980 roku Rada Jesza ma promować, reprezentować i realizować polityczne, ekonomiczne, socjalne i społeczne potrzeby osiedli oraz ich mieszkańców.
Rada Jesza zrzesza cztery osiedla o statusie miasta, sześć rad regionalnych oraz 14 rad lokalnych.
Częścią Rady Jesza jest Ruch Osadniczy Amana, który zajmuje się budową domów i rozwojem infrastrukturalnym osiedli żydowskich.
W świetle prawa międzynarodowego wszystkie osiedla żydowskie są nielegalne, potępiane są przez ONZ, a także przez Unię Europejską. Ponadto izraelska obecność na Zachodnim Brzegu oraz we Wschodniej Jerozolimie jest uznawana za okupację i pogwałcenie praw człowieka i obywatela społeczności palestyńskiej. Specjalny sprawozdawca ONZ ds. sytuacji w zakresie praw człowieka na okupowanych terytoriach palestyńskich Michael Lynk w 2021 roku podkreślił, że osiedla na Zachodnim Brzegu i we Wschodniej Jerozolimie stanowią naruszenie Statutu Rzymskiego Międzynarodowego Trybunału Karnego i noszą znamiona zbrodni wojennej.

## Historia
Idith Zertal i Akiva Eldar podali, że Rada Jesza powstała na początku lat 80. XX wieku. Anat Rut doprecyzowała datę, wyznaczając ją na dzień 24 grudnia 1980 roku. Przyczynkiem do powstania organizacji stał się egipsko-izraelski proces pokojowy, w którym dyskutowano wycofanie osiedli żydowskich z Synaju i oddanie półwyspu Egiptowi. Osadnicy zauważyli słabnącą pozycję ruchu Gusz Emunim oraz brak sformalizowanej instytucji reprezentującej interesy osiedli na scenie politycznej. Potrzeby osadników na Zachodnim Brzegu zaczęły się zmieniać. Nie chciano już inwestować w kolejne, nowe osiedla. Pojawiły się postulaty stabilizacji, potrzeby zapewnienia bezpieczeństwa, inwestycji w edukację, gospodarkę komunalną czy transport. Władze osiedli zrozumiały, że tylko sformalizowana, upolityczniona struktura jest w stanie zapewnić realizację tych potrzeb. Założycielem i pierwszym przewodniczącym organizacji został Jisra’el Harel.
Rada Jesza przeciwna była porozumieniom z Oslo. Izraelskie zaangażowanie w proces pokojowy z Palestyńczykami było według organizacji „wejściem w przedłużającą się bitwę z wieloma rozdziałami i zwrotami akcji”. Rada Jesza zaangażowała się w stworzenie „ogólnonarodowego frontu osiedli” przeciwko porozumieniom. W trakcie protestów rabini związani z radą wydali przeciwko Icchakowi Rabinowi din rodef, które zgodnie z żydowską halachą pozwala na zabicie prześladowcy zagrażającemu żydowskiemu życiu bez wyroku sądu. Mimo zaangażowania Rady Jesza w protesty przeciwko porozumieniom, po zabójstwie premiera Rabina doszło do spotkań pomiędzy Szimonem Peresem a przedstawicielami organizacji. W ich rezultacie Komisja Finansów Knesetu przeznaczyła dodatkowe 20 mln szekli na potrzeby osiedli, minister budownictwa i mieszkalnictwa Josi Beilin wyraził zgodę na budowę ponad 5 tysięcy lokali mieszkalnych na Zachodnim Brzegu, a rząd przeznaczył 350 mln szekli na budowę dróg na tym terenie.
Podczas pierwszej kadencji Binjamina Netanjahu na stanowisku premiera Rada Jesza wyrażała sprzeciw wobec każdego spotkania izraelsko-amerykańsko-palestyńskiego w obawie przed ewentualnym wycofaniem osiedli. Porozumienie z Hebronu oraz memorandum z Wye River zostały porównane przez radę do „deklaracji niepodległości państwa palestyńskiego”. Odpowiedzią na podpisane przez Netanjahu porozumienia, tak jak w przypadku porozumień z Oslo, było zakładanie przez osadników kolejnych nieautoryzowanych osiedli, aby jeszcze bardziej podzielić nimi obszar Zachodniego Brzegu.
Podczas kadencji rządu Ehuda Baraka Rada Jesza zaangażowała się w działania mające na celu powstrzymanie premiera przed ewakuacją nieautoryzowanych osiedli. Przedstawiciele rady zobowiązali się do ewakuacji 10 nieautoryzowanych osiedli, przy czym cztery z nich były niezamieszkane. Porozumienie zakładało, że w nielegalnych w świetle prawa izraelskiego osiedlach nie można było budować domów. Jednak rząd zgodził się na np. działalność rolniczą, co w rezultacie nie zahamowało rozwoju nieautoryzowanych osiedli.
Kiedy premier Ariel Szaron ogłosił plan wycofania osiedli żydowskich ze Strefy Gazy, Rada Jesza zaapelowała do niego, aby wysłuchał opinii, które uznawały ten plan za błąd. Chciano przekonać premiera, że pozostawienie Strefy Gazy bez kontroli będzie niebezpieczne dla Państwa Izrael. Władze samorządowe ze Strefy Gazy ogłosiły podjęcie starań na rzecz skrócenia kadencji Szarona . Następnie organizacja poparła wyrażony przez Mafdal pomysł zorganizowania referendum narodowego, w którym obywatele mieliby wyrazić swoje zdanie na temat wycofania osiedli żydowskich . Rada zaangażowała się także w przygotowanie kampanii społecznej na rzecz poparcia osadników. Jej symbolem stały się pomarańczowe dodatki do ubioru, opaski lub zawieszki . Kolejnym etapem sprzeciwu wobec decyzji Szarona były protesty. Pierwszy, który zgromadził 100 tysięcy osób, odbył się we wrześniu 2004 roku na Placu Syjonu w Jerozolimie . W lipcu 2005 roku organizacja zainicjowała powstanie ludzkiego łańcucha (130 tysięcy osób, 90 km), który połączył Gusz Katif w Strefie Gazy z Jerozolimą. Wydarzenie wywołało liczne kontrowersje. Aby zapobiec prowokacjom i atakom na uczestników w okolicach Strefy Gazy zaangażowano 10 000 żołnierzy i policjantów. Utworzenie złożonego z ludzi łańcucha zyskało poparcie m.in. Re’uwena Riwlina czy Natana Szaranskiego . Rada Jesza dążyła do zaangażowania jak największej części społeczeństwa izraelskiego w protest przeciwko wycofaniu osiedli. Ostatecznie protesty nie przyniosły skutku i wszystkie osiedla ze Strefy Gazy zostały wycofane (ok. 8900 osób).

## Cele, zadania i struktura
Głównym celem Rady Jesza jest rozwój osadnictwa żydowskiego na terenie Zachodniego Brzegu i wokół Jerozolimy zgodnie z ideą syjonizmu przy pomocy środków politycznych, prawnych i informacyjnych. Rada przeciwna jest zrzekaniu się suwerenności nad Ziemią Izraela na rzecz Arabów.
Rada Jesza dąży do realizacji idei syjonizmu, promowania i rozwoju osadnictwa, zapewnienia bezpieczeństwa mieszkańcom osiedli, budowy dróg i obwodnic na Zachodnim Brzegu, zabezpieczenia tzw. ziemi państwowej, dotowanie transportu publicznego dla uczniów i studentów, zabezpieczenia granic Izraela oraz jego głębi strategicznej, rozwoju usług komunalnych i elektryfikacji. Rada Jesza sprzeciwia się powstaniu niepodległego państwa palestyńskiego pomiędzy Jordanem a Morzem Śródziemnym.
Pomimo wycofania żydowskich osiedli ze Strefy Gazy, obszar ten pozostał w nazwie organizacji. Tłumaczy się to tym, iż jest to forma upamiętnienia opuszczonych osiedli oraz wyraz wiary w powrót osadników do Strefy Gazy.
Rada wydaje swoje czasopismo „Jesza szeli” (hebr. יש''ע שלי), w którym zamieszcza artykuły związane z życiem codziennym osadników. Poza tym publikowane są w nim ogłoszenia związane ze sprzedażą nowych domów i mieszkań w osiedlach na Zachodnim Brzegu. Ponadto organizacja zajmuje się zapewnieniem dofinansowania z budżetu państwa prac mających na celu podwyższenie poziomu bezpieczeństwa mieszkańców osiedli, przede wszystkim w zakresie wymiany szyb samochodowych, aby chroniły osoby znajdujące się w pojeździe przed kamieniami.
W strukturach organizacji działa Ruch Osadniczy Amana. Powstała w 1978 roku organizacja obecnie zajmuje się budową domów, mieszkań i rozwojem osiedli. Poza realizacją projektów budowlanych, Amana zajmuje się sprzedażą domów w osiedlach, promocją przenoszenia się na Zachodni Brzeg, a także zachęcaniem osiedli do przyjmowania imigrantów żydowskich przeprowadzającymi się do Izraela.
Zachodni Brzeg podzielony został na sześć rad regionalnych:
- Szomeron
- Bika’at ha-Jarden
- Mate Binjamin
- Gusz Ecijon
- Megilot Jam ha-Melach
- Har Chewron

W skład Rady Jesza wchodzą cztery osiedla, które posiadają status miasta:
- Ari’el
- Betar Illit
- Ma’ale Adummim
- Modi’in Illit

W skład Rady Jesza wchodzi także 14 rad lokalnych:
- Alfe Menasze
- Bet Arje-Ofarim
- Bet El
- Efrat
- Elkana
- Giwat Ze’ew
- Har Adar
- Immanu’el
- Karne Szomeron
- Kedumim
- Kirjat Arba
- Ma’ale Efrajim
- Oranit
- komitet miejski Chewron

## Działania i kontrowersje

### Akcja edytowania Wikipedii
W 2010 roku środowiska osadnicze i Rada Jesza zaangażowały się w akcję mającą na celu edytowanie haseł na Wikipedii tak, aby były one neutralne lub przychylne osadnikom oraz działalności osadniczej Izraela na Zachodnim Brzegu. W działania zaangażowała się Ajjelet Szaked z projektu „Jisra’el Szeli” (pol. Mój Izrael) oraz ówczesny dyrektor generalny rady Naftali Bennett  . Stanowisko Bennetta było następujące: „nie chcemy zmienić Wikipedii lub zmienić jej w narzędzie propagandy [...] chcemy po prostu pokazać drugą stronę. Ludzie myślą, że Izraelczycy są podłymi i złymi ludźmi, którzy chcą tylko krzywdzić każdego dnia Arabów” . Szaked twierdziła, że dane dotyczące Izraela na Wikipedii wprowadzają użytkowników w błąd i są propagowane przez lewicowych, propalestyńskich działaczy. Za przykład podawano np. mapy granic Izraela bez uwzględnionych Wzgórz Golan lub Zachodniego Brzegu . Obiektem sporu stało się osiedle o statusie miasta Ari’el i znajdujący się w nim uniwersytet. W edycje na Wikipedii miało się zaangażować około 50 osób, związanych głównie ze środowiskami narodowo-religijnymi lub osadniczymi .

### Sprzeciw wobec misji Temporary International Presence in Hebron
W 2018 roku Rada Jesza rozpoczęła kampanię sprzeciwiającą się trwającej od 1994 roku obecności cywilnej misji obserwacyjnej TIPH (ang. Temporary International Presence in Hebron) w Hebronie. Rada uznała misję za „skrajnie lewicową” i „działającą na szkodę Izraela”. Misja składała się z przedstawicieli Danii, Włoch, Norwegii, Szwecji, Szwajcarii i Turcji, którzy monitorowali realizację i przestrzeganie izraelsko-palestyńskich porozumień i umów. Raport Rady Jesza uznał, że misja podejmuje działania szkodzące żydowskim mieszkańcom Hebronu oraz wspierające wyłącznie społeczność palestyńską .
W tym samym roku pomysł zakazu działalności TIPH w Hebronie zyskał poparcie wiceminister spraw zagranicznych Cippi Chotoweli oraz polityków Likudu . W 2019 roku pod presją środowisk osadniczych premier Netanjahu nie przedłużył mandatu misji TIPH, co oznacza, że misja nie uzyskała autoryzacji na swoje działania w Hebronie .

### Sprzeciw wobec planu Trumpa
W 2020 roku Rada Jesza podjęła działania propagandowe mające na celu wywrzeć presję społeczną na premiera Netanjahu, aby ten sprzeciwił się tzw. planowi Trumpa. W ramach tych działań reprezentanci osadników sfinansowali kampanię billboardową adresowaną do polityków koalicji rządzącej, w której wzywali do sprzeciwu wobec planu pokojowego i rozciągnięcia izraelskiej suwerenności na obszar całego Zachodniego Brzegu. Poza billboardami instytucja prowadziła kolportaż ulotek i kampanie internetowe . W reakcji na plan Trumpa ówczesny przewodniczący Rady Jesza Dawid Elchajjani stwierdził, że prezydent Stanów Zjednoczonych „nie jest przyjacielem Izraela” .

### Lobbing na rzecz dróg i telekomunikacji
W 2017 roku nowy przewodniczący Rady Chananel Dorani rozpoczął starania na rzecz rozbudowy sieci dróg na Zachodnim Brzegu i finansowania tego przedsięwzięcia z budżetu państwa. W 2020 roku Ministerstwo Transportu i Bezpieczeństwa Ruchu Drogowego przedstawiło kompleksowy plan rozwoju infrastruktury drogowej na Zachodnim Brzegu. Zakładał on poszerzenie dróg i ich rozbudowę, poprawę bezpieczeństwa podróżnych, budowę tuneli podziemnych, a także zbudowanie nowych dróg. Plan ten opiewał na sumę 2,3 mld szekli .
W ramach planu w 2021 roku rozpoczęto m.in. budowę terminala transportowego w pobliżu osiedla Rechelim, w którego skład mają wejść dworzec autobusowy oraz parking dla 235 autobusów transportu publicznego. Projekt ma na celu poprawę komunikacji osiedli na Zachodnim Brzegu oraz osiedli z miastami w Izraelu .
Rada Jesza ma specjalny zespół będący w kontakcie z izraelskim Ministerstwem Komunikacji, który podejmuje działania zmierzające do poprawy zasięgu telefonii komórkowej na obszarze Zachodniego Brzegu. Celem zespołu jest wywarcie nacisku na rząd, aby ten budował nowe maszty telefonii komórkowej.
Organizacja zaangażowana była w 2022 roku w akcję zaopatrywania sił policji i wojska na Zachodnim Brzegu w dodatkowe krótkofalówki.

### Absorpcja imigrantów z Ukrainy
Biuro Europy Wschodniej Rady Jesza zaangażowało się w pomoc Żydom z Ukrainy, którzy uciekają przed wojną na Ukrainie. Działania realizowane są na dwa sposoby – poprzez wysyłanie wolontariuszy do Europy i poprzez absorpcję imigrantów w osiedlach na Zachodnim Brzegu.

### Pozostałe działania
Od 2017 roku Rada Jesza starała się wywrzeć nacisk na Netanjahu i rząd Likudu, aby doprowadzić nie do aneksji Zachodniego Brzegu, a do rozciągnięcia izraelskiej suwerenności na cały ten obszar. Dorani wyraził sprzeciw wobec postrzegania osadnictwa w Judei i Samarii jako zjawiska tymczasowego. Według niego osadnictwo żydowskie stało się w Izraelu zjawiskiem trwałym, elementem życia codziennego. Alternatywą dla ogłoszenia aneksji Zachodniego Brzegu przez Izrael ma być pełna integracja systemów telekomunikacji, transportu, dróg wodnych do infrastruktury krajowej .
W 2018 roku, na fali zamachów terrorystycznych w żydowskich osiedlach, Rada Jesza zaapelowała do premiera Netanjahu, aby izraelski rząd podjął zdecydowane kroki przeciwko terrorystom oraz rozwiązał Autonomię Palestyńską .
W 2019 roku ujawniono, że struktury oraz działacze Rady Jesza byli zaangażowani w kampanię wyborczą Likudu w kwietniowych wyborach do Knesetu .